# Wydawnictwo Uniwersytetu Gdańskiego
Wydawnictwo Uniwersytetu Gdańskiego – powstało wraz z powołaniem Uniwersytetu Gdańskiego w 1970 roku. W jego skład weszły Działy Wydawnicze Wyższej Szkoły Pedagogicznej w Gdańsku i Wyższej Szkoły Ekonomicznej w Sopocie.
Oficyna zajmuje się przede wszystkim wydawaniem podręczników akademickich, rozpraw, monografii oraz publikacji ciągłych i dokumentacyjnych ze wszystkich dziedzin wiedzy objętych działalnością badawczą i dydaktyczną Uniwersytetu Gdańskiego. Jest najstarszą i największą oficyną wydawniczą działającą w Trójmieście i w całym regionie Polski Północnej. W ciągu 30 lat działalności wydała ponad 2200 tytułów o łącznym nakładzie bliskim miliona egzemplarzy.
Oprócz wydawnictw naukowych publikuje także prace popularnonaukowe.
Dewizą Wydawnictwa Uniwersytetu Gdańskiego jest sentencja Amor Librorum nos unit.
W 2002 r. za krzewienie wiedzy naukowej i dbałość o estetykę wydawnictw Wydawnictwo Uniwersytetu Gdańskiego zostało wyróżnione Medalem Księcia Mściwoja II.